# 江津专区
江津专区，中华人民共和国四川省已撤销的专区，在今重庆市西南部。1952年由璧山专区改名，属川东行署区，专员公署驻江津县。辖合川市及江津、璧山、合川、永川、荣昌、大足、铜梁7县。
1952年，江津专区改属四川省。1953年，原属重庆市的巴县、綦江、江北3县划入江津专区。江津专区辖1市、10县。
1957年，撤销合川市，并入合川县。1959年，将巴县、綦江2县划归重庆市。1961年，专区行政公署迁至永川县。辖8县。
1968年，撤销江津专区，改置江津地区。